# 1,2,3 Day
「1,2,3 Day」（いち に さん デイ）は、Little Nonの9枚目のシングル。2009年1月21日にMellow Headから発売された。

## 概要
表題曲「1.2.3 Day」は、OVA『こどものじかん 2学期』のエンディングテーマ、カップリング曲「LOVE STUDY DAYS」は、WEBラジオ『こじからじお 2学期』エンディングテーマとして使用された。CDジャケットには、九重りん、鏡黒、宇佐美々が描かれている。A面の「1.2.3 Day」には、九重りん（喜多村英梨）、鏡黒（真堂圭）、宇佐美々（門脇舞以）のコーラスがある。

## 収録曲
（全作詞・作曲：Little Non）
1. 1,2,3 Day [4:32]
編曲：松下典由・Little Non
掛け声：九重りん（喜多村英梨）、鏡黒（真堂圭）、宇佐美々（門脇舞以）
2. LOVE STUDY DAYS [4:32]
編曲：菊谷知樹・Little Non
3. 1.2.3 Day（instrumental）
4. LOVE STUDY DAYS（instrumental）

## タイアップ
| 曲名            | タイアップ                                        |
| --------------- | ------------------------------------------------- |
| 1,2,3 day       | OVA『こどものじかん 2学期』エンディングテーマ     |
| LOVE STUDY DAYS | WEBラジオ『こじからじお 2学期』エンディングテーマ |